# Microsoft Blend
Microsoft Blend for Visual Studio (dříve Microsoft Expression Blend ) je nástroj pro návrh uživatelského rozhraní vyvinutý a prodávaný společností Microsoft pro vytváření grafických rozhraní pro webové a desktopové aplikace, které kombinují funkce těchto dvou typů aplikací. Jedná se o interaktivní WYSIWYG front-end pro navrhování rozhraní na bázi XAML pro aplikace Windows Presentation Foundation, Silverlight a UWP . Byla to jedna z aplikací v sadě Microsoft Expression Studio, než byla tato sada ukončena.
Expression Blend podporuje textový stroj WPF s pokročilou typografií OpenType a ClearType, vektorovými 2D widgety a 3D widgety s hardwarovou akcelerací prostřednictvím DirectX .

## Dějiny
Expression Blend měl kódové označení Sparkle a původně byl produkt oznámen jako Microsoft Expression Interactive Designer, než byl v prosinci 2006 přejmenován na Expression Blend.
24. ledna 2007 společnost Microsoft vydala první veřejný náhled Community Technology Preview Expression Blend ke stažení zdarma na jejich webových stránkách. Finální verze byla vydána do výroby spolu s dalšími produkty Expression 30. dubna 2007. Novinky RTM byly oznámeny na konferenci Microsoft MIX 07 pro webové vývojáře a designéry.  Expression Blend Service Pack 1 byl vydán v listopadu 2007.  Expression Blend vyžaduje . NET Framework 3.0 . Expression Blend a Expression Web jsou také k dispozici jako součást předplatného MSDN Premium.
V prosinci 2012 společnost Microsoft oznámila, že ukončuje provoz samostatných nástrojů Expression Suite.   Expression Blend byl integrován do Visual Studio 2012 a Visual Studio Express pro Windows 8.

### Historie vydání
| Release | Release Date | Highlights |
| ------- | ------------ | --- |
| 2       | 2008-04-28   | Support developing Microsoft Silverlight browser-based rich web applications providing animation, vector graphics, interactivity and video playback capabilities. Version 2.0 supported only Silverlight 1.0 applications at release and Microsoft had planned Blend 2.5 for Silverlight 2.0 applications, however the capabilities of the preview version 2.5 have been added to Blend 2.0 Service Pack 1. |
| 3       | 2009-07-22   | Support for PSD and AI files, SketchFlow, TFS support and number of other significant improvements. Sketchflow is a user experience prototyping module implemented in Blend. |
| 4       | 2010-06-07   | Support for Silverlight 4 and WPF 4 while also remaining compatible with Silverlight 3 and WPF 3.5 SP1 applications. Other improvements and additions: shapes library, improved Photoshop file support, added pixel shader effects, path layout, transition effects, ListBox item transitions, Model-View-ViewModel pattern support, additional Behaviors, conditional Behaviors, sample data from CLR classes, design time resource resolution, easing functions for WPF 4, cleaner XAML, and .ZIP support for projects and templates. Support for Windows Phone 7 projects to Expression Blend 4 Release Candidate. |
| 2012    | 2012-08-15   | Name changed to "Blend for Visual Studio 2012". Released alongside the Windows 8 & Visual Studio 2012 RTMs. Includes support for WPF version 3.5, 4.0 and 4.5, Silverlight 4.0 and 5.0, SketchFlow, and Blend tools for Windows 8. |
| 2013    | 2013-10-17   | Released alongside Visual Studio 2013 RTMs |
| 2015    | 2015-07-20   | Released alongside Visual Studio 2015 RTMs |
| 2017    | 2017-03-07   | Released alongside Visual Studio 2017 RTMs |
| 2019    | 2019-04-02   | Released alongside Visual Studio 2019 RTMs |
| 2022    | 2022-04-19   | Released alongside Visual Studio 2022 RTMs |